# Бибай (станция)
Станция Бибай (яп. 美唄駅 бибай эки) — железнодорожная станция в японском городе Бибай, обслуживаемая компанией JR Hokkaido.

## История
Станция Бибай была открыта 5 июля 1891 года. С приватизацией JNR она перешла под контроль JR Hokkaido.

## Линии
- JR Hokkaido
  - Главная линия Хакодате